# بريلكوم

موقع بريلكوم ببلدية ميناميراديل، هولندا

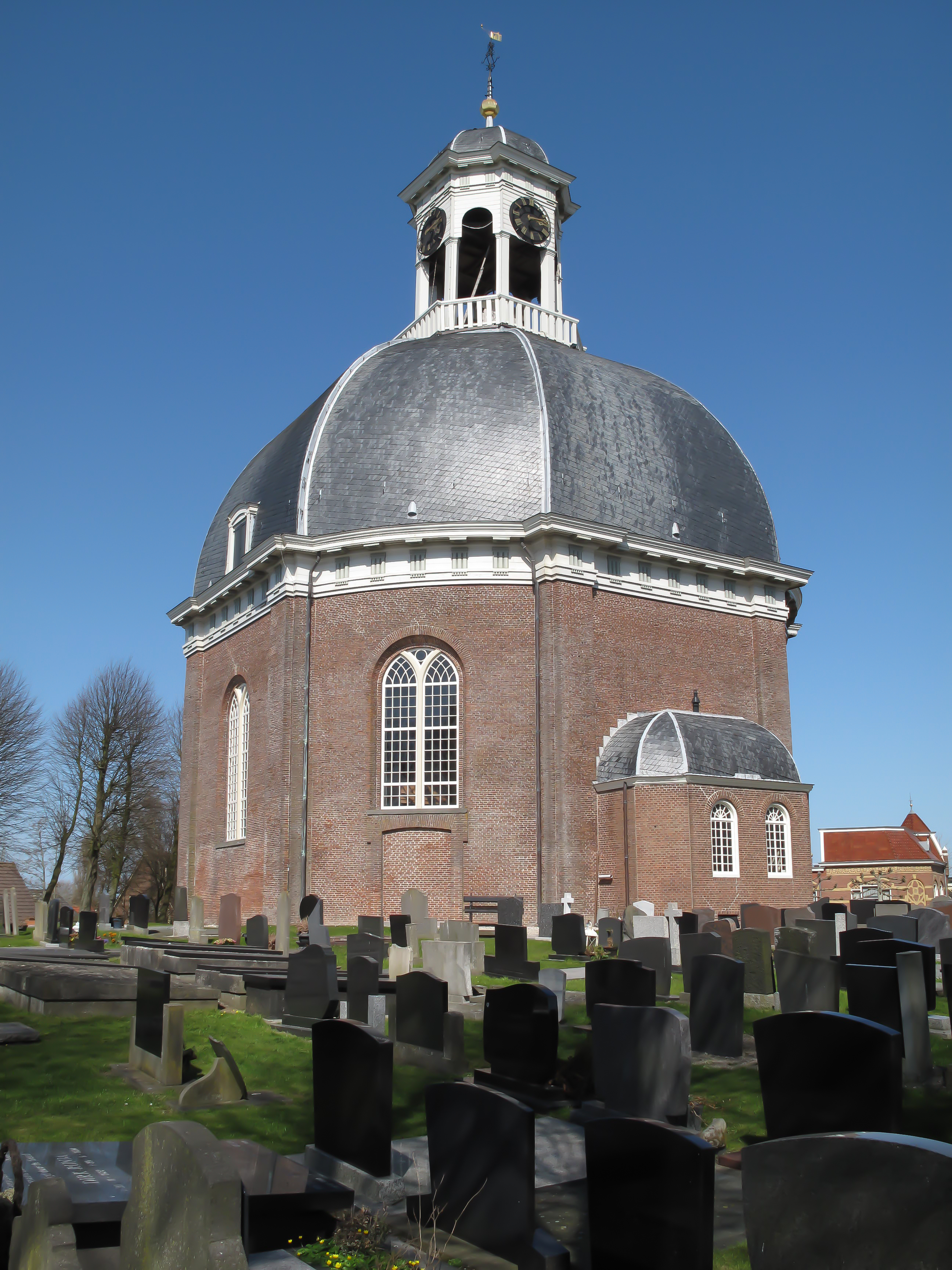
بريلكوم، كنيسة

 بريلكوم (بالفريزية الغربية: Berltsum)‏ هي قرية صغيرة ببلدية ميناميراديل في مقاطعة فرايزلاند، هولندا. بلغ عدد سكانها حوالي 2350 في عام 2004.